# Jean-Georges Lefranc de Pompignan

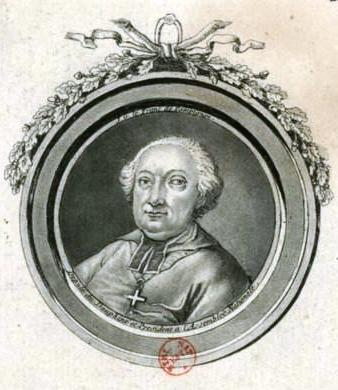
Lefranc de Pompignan, graaf-aartsbisschop en later minister

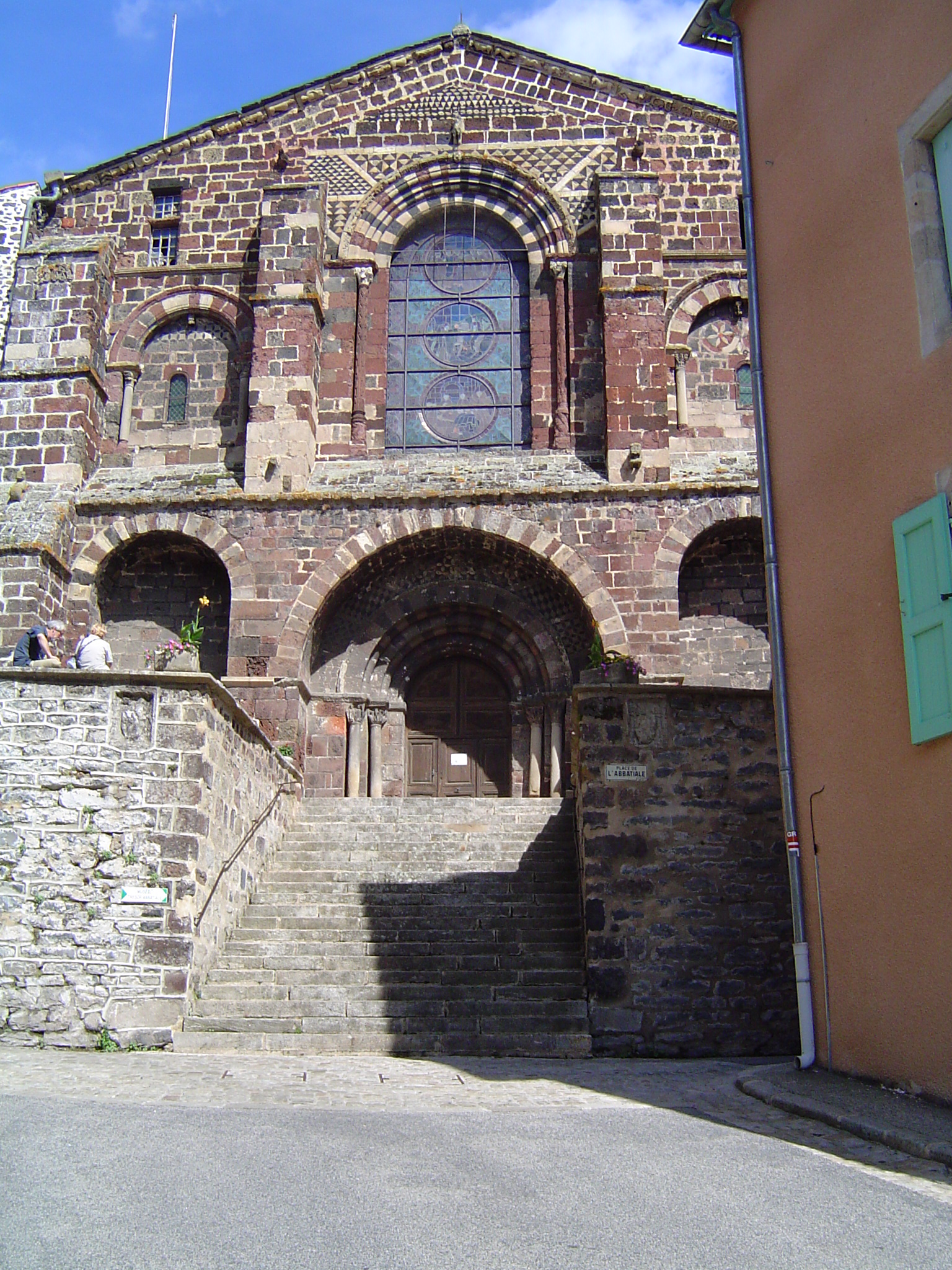
Voormalige abdij Saint-Chaffre; vandaag in de gemeente Le Monastier-sur-Gazeille

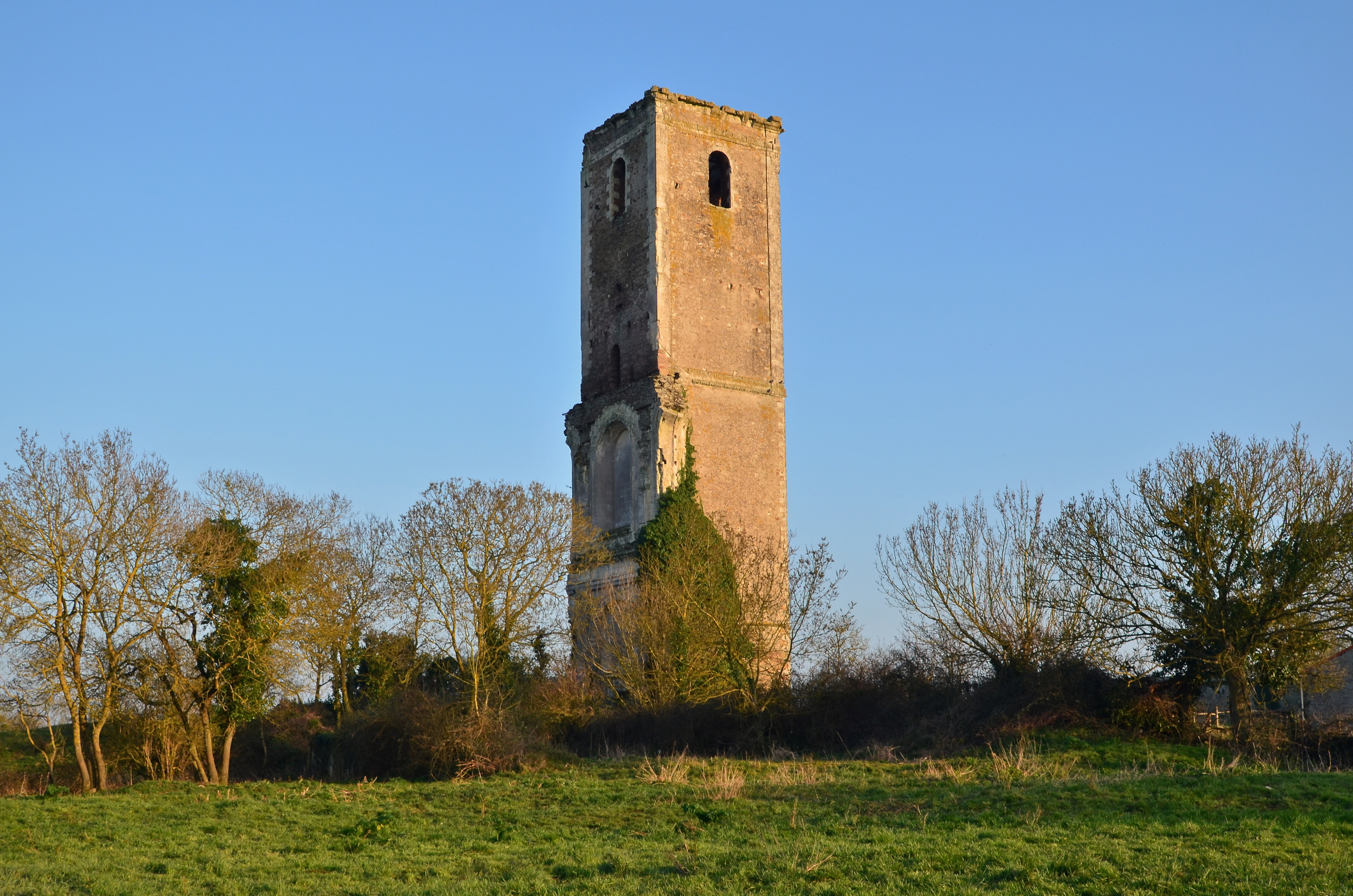
Voormalige abdij van Buzay; vandaag in de gemeente Rouans

Jean-Georges Lefranc de Pompignan (Montauban, 22 februari 1715 – Parijs, 29 december 1790) was bisschop van Le Puy (1743-1774) en graaf-aartsbisschop van Vienne (1774-1789). Hij was lid van de Staten-Generaal (1789-1790) in het koninkrijk Frankrijk en was minister van Staat (1789-1790).

## Levensloop

### Jonge jaren
Lefranc was een edelman die opgroeide in de familie van de markiezen van Pompignan. Deze familie was generaties lang betrokken bij de Cour des Aides, de fiscale afdeling binnen het Rekenhof tijdens het ancien régime. Lefranc studeerde voor priester in het seminarie Saint-Sulpice in Parijs, en behaalde de graad van doctor in de theologie aan de Sorbonne. Hij was vervolgens werkzaam als kanunnik en titulair aartsdiaken in Parijs. 

### Bisschop van Le Puy
In 1742 stuurde koning Lodewijk XV Lefranc naar Le Puy, waar hij het bisschopsambt bekleedde van 1743 tot 1774. Vanaf 1747 combineerde Lefranc dit ambt met de titel (en de inkomsten) van abt van Saint-Chaffre. De benedictijnenabdij van Saint-Chaffre lag in zijn bisdom Le Puy; vandaag staan resten van de abdij in de gemeente Le Monastier-sur-Gazeille. Vanaf 1755 zetelde hij in de Assemblée van de Franse clerus. Lefranc maakte deel van de fractie rond kardinaal de La Rochefoucauld; deze kardinaal hield het zogenaamde blad of feuille bij waarin genoteerd stond welke geestelijke welke inkomsten mocht betrekken in Frankrijk. De fractie van de kardinaal stond daarom bekend als de Feuillants. In deze periode publiceerde hij de meeste van zijn politieke essays. In 1774 sprak Lefranc een lijkrede uit bij de begrafenis van koningin Maria Leszczyńska. 

### Aartsbisschop van Vienne
Datzelfde jaar bevorderde koning Lodewijk XV hem tot graaf-aartsbisschop van Vienne (1774). Lefranc mocht de inkomsten van de abdij van Saint-Chaffre verder behouden. Als aartsbisschop van Vienne zetelde hij in de Staten van de provincie Dauphiné, alsook vanaf 1789 in de Staten-Generaal in Parijs. Hij viel op, in deze periode van de Franse Revolutie, door zijn voordrachten ten voordele van de steden en van de derde stand. 

### Minister
Vanaf augustus 1789 werd Lefranc minister van kerkelijke inkomsten, aangezien Lodewijk XVI beroep wenste te doen op de ervaring van Lefranc als Feuillant. Lefranc kreeg tevens de benoeming van minister van Staat, zodat hij zetelde in de ministerraad van de koning. Dit ambt was niet te combineren met zijn werk als prelaat, zodat Lefranc ontslag nam als aartsbisschop van Vienne (1789). Hij was de voorlaatste aartsbisschop van Vienne in de geschiedenis. Ter compensatie ontving hij inkomsten als titulair abt van de abdij van Buzay, een abdij van cisterciënzers gelegen nabij Nantes (vandaag Rouans). In november 1789, 3 maanden later, eiste de Staten-Generaal de opschorting van nieuwe toekenningen van kerkelijke inkomsten. Minister Lefranc werd minister zonder portefeuille en zetelde verder als minister van Staat. De Franse politici bereidden een nieuw statuut van de Franse geestelijkheid voor (1789-1790), iets waarmee Lefranc het niet eens was. Lefranc stond hiermee op dezelfde lijn als het protest vanuit Rome, van paus Pius VI. In augustus 1790 kondigde de koning het nieuw statuut goed van de Franse clerus, het zogenaamde constitution civile du clergé; Lefranc was evenwel volledig afwezig door ziekte. Hij bracht geen pauselijk protest over. Lefranc overleed op 29 december van datzelfde jaar 1790.

## Werken
De essays van Lefranc waren politiek van aard, en gericht tegen Voltaire en andere filosofen die het niet eens waren met het klerikaal gezag en autoriteit. De toon van zijn werken was daarom vermanend.
- Questions diverses sur l’incrédulité (1753)
- Le véritable usage de l’autorité séculière dans les matières qui concernent la religion (1755)
- L’incrédulité convaincue par les prophètes (1759)
- La religion vengée de l’incrédulité par l’incrédulité elle-même (1772)
- Daarnaast meerdere pastorale brieven en verslagen als lid van de Assemblée van de Franse clerus tijdens het ancien régime.
- Postuum verscheen van zijn hand Lettres à un évêque sur plusieurs points de morale et de discipline (1802), een laatste pleidooi voor kerkelijke discipline.

- Biblioteca Nacional de España: XX1005998
- Bibliothèque nationale de France: cb123413465 (data)
- Gemeinsame Normdatei: 100188095
- International Standard Name Identifier: 0000 0000 8343 156X
- Library of Congress Control Number: n90695493
- Nationale Bibliotheek van Letland: 000305494
- Nederlandse Thesaurus van Auteursnamen: 125219520
- Istituto Centrale per il Catalogo Unico: BVEV066658
- Système universitaire de documentation: 081131062
- Virtual International Authority File: 41913284
- WorldCat: E39PBJh4BxyQH9Q7pd7cXhttKd